# 有坂あこ
有坂あこ（ありさか あこ、11月16日 - ）は、日本の漫画家であり、イラストレーターである。宮城県仙台市出身。

## 主な作品

### 連載
- マグダラで眠れ（原作：支倉凍砂『月刊ヤングエース』2013年5月 - 2015年4月、全4巻）

- ヴァニシング・スターライト（解釈：時田とおる　原作：Sound Horizon『月刊少年エース』2015年11月 - 2017年6月、全2巻）

- Nein～9th Story～（原作：Sound Horizon『月刊ヤングエース』2015年11月 - 2017年6月、全3巻）

　　担当：檻の中の箱庭、西洋骨董屋根裏堂、最果てのL 　
- Bestia（原作：三田誠　構成：みやこかしわ『月刊少年エース』2018年6月 - 2020年11月、全3巻）

### 読切
- ウィッチシード（『少年ジャンプ＋』2022年11月　読切）

- ライトアゲイン（『少年ジャンプ＋』2021年9月　読切）

- テト・ア・テト（『アルティマエース』2012年9月　読切）

### テレビアニメ
- 正解するカド（『東映アニメーション』キャラクター原案）

### キャラクターデザイン・原案
- NIJISANJI EN （Ren Zotto レン ゾット）

- Neo-Porte （青桐エイト）

- Clock over ORQUESTA （不破十紀人）

- 温泉むすめ（飯坂真尋）

### 小説イラスト
- 無刃のイェーガー（原作：葛西伸哉、『HJ文庫』）

- この空のまもり（原作：芝村裕吏、『ハヤカワ文庫JA』）

- ギルティブラック&レッド（原作：小林がる、『富士見ファンタジア文庫』）

- ファイフステル・サーガ（原作：師走トオル、『富士見ファンタジア文庫』）

- 神武不殺の剣戟士（原作：高瀬ききゆ、『ファミ通文庫』）

- 神話殺しの虚幻騎士（原作：八薙玉造、『角川スニーカー文庫』）
- ノッキンオン・ロックドドア（原作：青崎有吾、『徳間文庫』）
- リア充になれない俺は革命家の同志になりました（原作：仙波ユウスケ、『講談社ラノベ文庫』）

- ひきこもり姫を歌わせたいっ!（原作：水坂不適合、『ガガガ文庫』）

- 利他的なマリー（原作：御影瑛路、『電撃文庫』）

- ドラキュラやきん!（原作：和ヶ原聡司、『電撃文庫』）

### 書籍
- 正解するカド -  有坂あこキャラクターデザインワークス

## 関連人物

### 師匠
- 松井優征 - 『逃げ上手の若君』のアシスタントとして参加。